# Минамиогуни
Минамиогуни (јап. 南小国町) је варош у Јапану области Асо у префектури Кумамото.
Према попису становништва из октобра 2016. у вароши је живело 3.977 становника са густином насељености од 34 становника по km². Укупна површина је 115,86 km².

## Галерија
- Пролеће
- Мангањи
- Мангањи Онсен